# 京極高賢
京極 高賢（きょうごく たかかた）は、江戸時代中期から後期にかけての大名。讃岐国多度津藩の第4代藩主。多度津藩京極家4代。

## 略歴
安永5年（1776年）6月20日、第3代藩主・京極高文の長男として生まれた。寛政6年（1794年）5月25日に世子に指名された。寛政8年（1796年）7月5日の父の隠居で家督を継ぎ、12月19日に従五位下・壱岐守に叙位・任官した。
享和2年（1802年）5月、駿府加番に任じられた。文政10年（1827年）3月、江戸幕府に対して陣屋の建築を嘆願して許され、10月に多度津に入った。同年11月、多度津に陣屋（多度津陣屋）を構えた。
天保4年（1833年）3月8日、長男の高琢に家督を譲って隠居した。天保9年（1838年）3月6日、江戸麻布の永坂下屋敷で死去した。享年63。

## 系譜
- 父：京極高文（1753年 - 1796年）
- 母：坂本氏の養女 - 舛屋与市の娘
- 正室：肥前国島原藩主松平忠恕の娘
- 室：菅氏
  - 長男：京極高琢（1811年 - 1867年）
- 生母不明の子女
  - 次男：京極高宝
  - 女子：滝子 - 定姫、上野国伊勢崎藩主酒井忠恒正室
  - 女子：松井松平康豊室